# Pacółtowo (powiat ostródzki)
Pacółtowo – wieś w Polsce położona w województwie warmińsko-mazurskim, w powiecie ostródzkim, w gminie Grunwald.
W latach 1975–1998 miejscowość należała administracyjnie do województwa olsztyńskiego.
W czasach krzyżackich wieś pojawia się w dokumentach w roku 1325, podlegała pod komturię w Ostródzie, były to dobra rycerskie o powierzchni 40 włók. Około 1370 r. dwaj Prusowie z Drwęcka procesowali się z sąsiadami z Pacółtowa.
We wsi funkcjonuje prywatne lądowisko Pałac Pacółtowo.

## Zabytki
Do wojewódzkiego rejestru zabytków wpisane są obiekty:
- Neobarokowy pałac z 1797, piętrowy. Elewacje neobarokowo-klasycystyczne podzielone pilastrami z ryzalitami na krótszej osi. W elewacji ogrodowej półowalna weranda, a w części północno-wschodniej narożny pawilon w kształcie wieży[6].